# 3-я истребительная авиационная дивизия
3-я истребительная авиационная дивизия ПВО — воинское соединение вооружённых СССР в Великой Отечественной войне.

## История
В составе действующей армии с 22 июня 1941 года по 7 июля 1941 года.
19 июня 1941 года включена в состав вновь образованного 7-го истребительного авиакорпуса ПВО  Ленинграда.
На 22 июня 1941 года управление дивизии базировалось в Горелово,  Имела в своём составе 133 самолёта И-16, И-153 (в том числе 25 неисправных), а также 2 не боеготовых ЛаГГ-3.
Полки, входящие в дивизию, в течение конца июня — начала июля 1941 года действовали в Прибалтике и Псковской области.

## Состав дивизии
На 22.06.1941 года
Управление — Горелово
19-й истребительный авиационный полк — Горелово
44-й истребительный авиационный полк — Ропша
194-й истребительный авиационный полк (в стадии формирования) — Витино
195-й истребительный авиационный полк (в стадии формирования) — Горелово

## Подчинение
| Дата            | Фронт (округ)  | Армия | Корпус | Примечания |
| --------------- | -------------- | ----- | ------ | ---------- |
| 22.06.1941 года | Северный фронт | -     | -      | -          |
| 01.07.1941 года | Северный фронт | -     | -      | -          |

## Командиры
- Данилов, Степан Павлович,  полковник

### Начальник штаба
- Полковник, Абрам Алексеевич Катц